# Arthrosphaera versicolor
Arthrosphaera versicolor är en mångfotingart som först beskrevs av White 1859.  Arthrosphaera versicolor ingår i släktet Arthrosphaera och familjen Sphaerotheriidae. Inga underarter finns listade i Catalogue of Life.